# Blas Lázaro e Ibiza
Blas Lázaro e Ibiza (20 de gener de 1858 - febrer de 1921) va ser un professor, farmacèutic, botànic, micòleg, i ficòleg espanyol.
Cursa els seus estudis de Farmàcia a la Universitat Central, obtenint la Llicenciatura, i en 1882, el Doctorat; i estudia Ciències Naturals, obtenint en 1888, el Doctorat. Entre 1880 a 1885 va ser professor de la Institución Libre de Enseñanza (ILE). A partir de 1882, va ser ajudant interí del Reial Jardí Botànic de Madrid. I des de 1890 és catedràtic auxiliar de Botànica Descriptiva de la Facultat de Farmàcia de la Universitat Central; i per oposició, passa a catedràtic en 1892, on s'hi va mantenir fins a la seva mort.

## Algunes publicacions
- 1882. Distribución geográfica de las columníferas de la Península Ibérica. Resumen de los trabajos verificados por la Sociedad Linneana Matritense durante el año de 1881, Madrid, p. 25-33 + 1 mapa

### Llibres
- Resumen de los trabajos verificados por la Sociedad Linneana Matritense durante el año 1878 leído en la sesión inaugural de 1879. Ed. Imprenta y Librería de Moya y Plaza. 1879. 38 pp.
- Blas Lázaro é Ibiza, Tomás Andrés y Tubilla. Revista crítica de las malváceas españolas. 1881. 38 pp.
- Botánica descriptiva: Compendio de la flora española. 1896
- Compendio de la Flora Española. Madrid, 1896, 1906, 1920
- Manuales Soler - Plantas Medicinales. 1900. 200 pp.

## Honors
En 1878 va ser cofundador de la "Sociedad Linneana Matritense". El 1901 és elegit president de la Reial Societat Espanyola d'Història Natural, (membre des de 1880), i el 1915, el reconeixen com a soci honorari. Al desembre de 1900 és elegit acadèmic de la Reial Acadèmia de Ciències Exactes, Físiques i Naturals. I des de 1915 va ser acadèmic de nombre, en la Reial Acadèmia de Medicina.
En ocasió del II centenari del naixement de Karl Linné, la Universitat d'Upsala el designa, el 1907, Doctor "honoris causa".